# Валдбрун (Доња Франконија)
Валдбрун (њем. Waldbrunn) град је у њемачкој савезној држави Баварска. Једно је од 52 општинска средишта округа Вирцбург. Посједује регионалну шифру (AGS) 9679204.

## Географски и демографски подаци
Валдбрун се налази у савезној држави Баварска у округу Вирцбург. Град се налази на надморској висини од 297—347 метара. Површина општине износи 6,6 км². У самом граду је, према процјени из 2010. године, живјело 2.564 становника. Просјечна густина становништва износи 387 становника/км².